# Valentine Rossilli Winsey
Valentine Rossilli Winsey, nascida Valentina Diane Rossilli (Nova Iorque, 20 de maio de 1923 — Sarasota, 17 de fevereiro de 2007) foi uma professora catedrática norte-americana de oratória e teatro, historiadora da imigração, antropóloga, socióloga, psicóloga e ativista dos direitos das mulheres.
Depois de concluir uma tese sobre a migração ítalo-americana para a cidade de Nova Iorque, ela se tornou aluna de Buckminster Fuller, desenvolvendo sua ideia de um 'Jogo Mundial'. Ela deu aulas de antropologia no Pace College. Recusada a permanência na Pace, ela abriu um processo contra a universidade por discriminação sexual. Posteriormente, ela publicou um guia genealógico e pesquisou sobre uma variedade de tópicos sociológicos e psicológicos, incluindo toque e relações com animais de estimação.

## Primeiros anos e carreira
Valentina Diane Rossilli nasceu em 20 de maio de 1923, na cidade de Nova Iorque. Filha de Anthony Rossili, ela cresceu em Newark, Nova Jérsia. Ela se formou no Montclair State Teachers College em 1943 e concluiu o Master of Arts pela Universidade de Denver em 1945.
Em 1946, ela adotou 'Valentine' como seu primeiro nome e fundou o Rossilli Studio of Corrective Speech and Drama. Ela continuou como membro da Speech Association of America até 1947. Em 1948, ela escreveu um drama de rádio, Good morning to you, para crianças do jardim de infância em Newark, e trabalhou com a Rádio WBGO. Ela trabalhou na Seton Hall University na década de 1950, onde foi professora catedrática de oratória, e disputou seu salário em 1952-1953. Ela se casou com Aubrey Winsey, um redator que passou a trabalhar no departamento de relações públicas do John Jay College of Criminal Justice.
Winsey obteve seu doutorado (PhD) pela Universidade de Nova Iorque em 1966. Sua tese examinou as mudanças de atitudes das comunidades de imigrantes do sul da Itália na cidade de Nova Iorque nas décadas por volta de 1900, baseando-se na teoria do “ciclo de relações raciais” de Robert E. Park. Naquele ano, ela ingressou no departamento de antropologia do Pace College (mais tarde Pace University).
Em 1969, ela estudou com Buckminster Fuller, e em 1970-71 criou o primeiro curso de graduação sobre o Jogo Mundial de Fuller.
Winsey e seu marido eram amigos da jornalista Flora Rheta Schreiber e deram conselhos céticos a Schreiber quando ela estava escrevendo o que se tornou seu livro best-seller de 1973, Sybil.
Em 1973, ela pesquisou as motivações da polícia judaica no Departamento de Polícia de Nova Iorque. A partir de entrevistas com agentes da polícia, ela descobriu que a maioria acabou no emprego através da segurança económica, a partir da Grande Depressão. O número de policiais judeus diminuiu recentemente, com os entrevistados citando falta de status e baixos salários. Na década de 1970, ela também escreveu uma coluna de aconselhamento distribuída nacionalmente, 'Dear Val'.
Winsey, que recusou o mandato na Pace, contratou Judith Vladeck para contestar legalmente a decisão. Embora um tribunal de primeira instância tenha decidido contra ela, em 1975 o caso foi levado ao Tribunal de Apelações do Estado de Nova Iorque. A universidade argumentou que Winsey era um encrenqueiro que passava muito tempo desafiando o sistema universitário. Em resposta, Vladeck desafiou os pressupostos patriarcais da universidade: "A única maneira de as mulheres serem toleradas é se elas estiverem deitadas, silenciosas e submissas". A decisão do tribunal de recurso concordou. "Aqueles que lutam pelos direitos são muitas vezes vistos como problemáticos, mas a lei não exige que as pessoas fiquem inertes." Winsey foi reintegrada com salários atrasados e recebeu seu mandato. Winsey foi tardiamente nomeada professora de antropologia na Pace em 1998.
Após encerrar suas atividades no Pace em 2000, Winsey mudou-se de Nova Iorque para morar em Sarasota, na Flórida. Ela morreu em 17 de fevereiro de 2007. Artigos relacionados a ela são mantidos pela Biblioteca Schlesinger da Universidade de Harvard. Os documentos de R. Buckminster Fuller da Universidade de Stanford também contêm alguma correspondência com ela e material relacionado às atividades de Winsey nos Jogos Mundiais.

## Obras publicadas
- «World Game Has Serious Ends'». Pace Press (em inglês): 10. 11 de março de 1970
- New York World Game No. 2: Report (em inglês). [S.l.: s.n.] 1972[19]
- «My Son, the Policeman». Jewish Life (em inglês): 42. 1972
- Dyckman W Vermilye, ed. (1973). «World Game: An Education in Education». The Future in the Making (em inglês). San Francisco: Jossey-Bass. pp. 104–
- Francesco Cordasco, ed. (1975). «The Italian American Women Who Arrived in the United States Before World War I». Studies in Italian American Social History: Essays in Honour of Leonard Covello (em inglês). Towota, N.J.: Rowman & Littlefield
- Your Self As History: Family History and its effects on your Personality: a research guide (em inglês). New York: Pace University Press. 1992